# Jaime Heras
Jaime Heras Díaz, (nacido el 13 de marzo de 1982 en Santa Cruz de Tenerife, Islas Canarias) es un jugador de baloncesto español. Con 1.92 de estatura, su puesto natural en la cancha es el de escolta.

## Trayectoria
- Categorías inferiores. Valencia Basket.
- Eresa Valencia (2000-2001)
- Zumrok / González y Paz Don Benito (2001-2003)
- Traysesa Dos y Una (2003-2004)
- CB Canarias (2004-2015)
- Força Lleida (2016)